# Fritz Wegner (General)
Fritz Wegner (* 27. August 1922 in Waldheim; † 1. September 2007) war ein deutscher Pilot und Offizier, zuletzt Generalleutnant der Bundeswehr. Von 1981 bis 1983 war er Kommandierender General des Luftflottenkommandos.

## Leben

### Wehrmacht
Nach dem Reifezeugnis an einer Deutschen Oberschule für Jungen trat er 1940 in die Luftwaffe der Wehrmacht ein. Im Jahre 1943 flog er als Leutnant in der 4. Staffel des Jagdgeschwaders 1 eine Focke-Wulf 190 A-6. Am 25. Februar 1944 wurde er nach einem Luftkampf mit Bombern nahe Crailsheim abgeschossen. Nachdem er am 1. August 1944 zum Oberleutnant befördert wurde, übernahm er die 6. Staffel des Jagdgeschwaders 1 als Staffelkapitän. Ab Dezember 1944 führte er vertretungsweise die II. Gruppe dieses Geschwaders, wobei er am 25. Dezember 1944 von US-amerikanischen P-51 erneut abgeschossen wurde. Ab 1. März 1945 wechselte er dann zum Jagdgeschwader 7, wo er die Messerschmitt Me 262 flog. In den letzten Tagen des Krieges, ab dem 24. April 1945, ging er zum Jagdgeschwader 300 und wurde dort mit seiner Focke-Wulf 190 A-8 nahe Dillingen abgeschossen und verwundet. Bei Kriegsende geriet er in Gefangenschaft. Insgesamt errang er 6 Luftsiege.

### Nachkriegszeit
Nach 1945 war er als kaufmännischer Leiter in der Automobilindustrie tätig und arbeitete nebenberuflich als Journalist.

### Bundeswehr
Im Jahre 1956 trat er als Oberleutnant in die Bundeswehr ein. Er erhielt eine fliegerische Ausbildung auf Propeller- und Strahlflugzeugen auf der USAF Luke AFB in Arizona. Er war dann Staffelkapitän im Jagdbombergeschwader 33 in Büchel und Einsatzstabsoffizier im Jagdbombergeschwader 34 in Memmingen. Oberstleutnant Wegner war 1960/61 einziger Kommodore des Jagdgeschwaders 75 in Oldenburg, Leipheim und Neuburg an der Donau und von 1961 bis 1966 erster Kommodore des Jagdgeschwaders 74 in Neuburg an der Donau. Im Anschluss besuchte er das NATO Defense College (NDC) in Rom. Er war ferner stellvertretender Befehlshaber eines Alliierten Luftverteidigungssektors und Referent im Bundesministerium der Verteidigung (BMVg) in Bonn. Von 1971 bis 1974 war er Befehlshaber des Alliierten Luftverteidigungssektors 2 in Uedem.
Von 1974 bis 1976 war der Brigadegeneral Kommandeur des Deutschen Luftwaffenkommandos USA/Kanada in Fort Bliss/Texas und von 1976 bis 1981 als Generalmajor (ab 1976) Kommandeur der 1. Luftwaffendivision in Meßstetten. Danach wurde er zum Generalleutnant ernannt und war von 1981 bis 1983 Kommandierender General des Luftflottenkommandos in Köln-Wahn, bevor er in den Ruhestand trat.
Das Jagdgeschwader 74 würdigte ihn 2007 mit einem militärischen Trauerzeremoniell.

## Familie
Er war verheiratet und Vater einer Tochter.

## Auszeichnungen
- 1976: Bundesverdienstkreuz 1. Klasse
- 1980: Großes Bundesverdienstkreuz